# Oligembia pacifica
Oligembia pacifica is een insectensoort uit de familie Teratembiidae, die tot de orde webspinners (Embioptera) behoort. De soort komt voor in Colombia.
Oligembia pacifica is voor het eerst wetenschappelijk beschreven door Ross in 1940.